# Ángel Mariano Zerda
Ángel Mariano Zerda fue un militar argentino que luchó en la Guerra gaucha durante la Guerra de Independencia de Argentina y en la Guerra contra la Confederación Perú-Boliviana.

## Biografía
Ángel Mariano Zerda nació el 2 de octubre de 1791 en La Caldera, provincia de Salta, hijo de Luis de la Zerda Torres y María Trinidad Urristi Plazaola.
Su hermana María Antonia Zerda Urristi casó en 1816 con José Ramírez Ovejero González, quien años después fundaría Ingenio Ledesma dando origen a una alianza familiar que convertiría a los Ovejero y Zerda en detentadores de una de las principales fortunas de la provincia y lograría para sus descendientes la gobernación de Salta en numerosas oportunidades.
Adhirió a la Revolución de Mayo de 1810 y se incorporó al Ejército del Norte en 1814.
El 17 de junio de 1814 derrotó a las tropas realistas, en El Pongo, provincia de Salta.
Fue jefe del regimiento de Caldera y para 1815 revistaba como teniente 1.º con grado de capitán de Cazadores a Caballo.
Al producirse la invasión de De la Serna a Jujuy y Salta, el 24 de septiembre de 1816 participó de la victoria sobre los realistas en el combate de Santa Victoria. En esa acción las fuerzas patriotas vencieron al escuadrón llamado de los Angélicos, creado a sus costas por un cura realista apellidado también Zerda, lo que movió a Güemes a llamar a sus tropas los Infernales.
Junto a Santos Morales, Luis Burela y Francisco Velarde comandaba los escuadrones de gauchos que cubrían el área de Salta y su campaña.
El 23 de enero de 1817 derrotó una partida realista causando 8 muertos y tomando 4 prisioneros. El 5 de febrero de ese año, revistando con el grado de sargento mayor, junto con una partida al mando del capitán Vicente Torino derrotó una fuerza enemiga de doscientos infantes y sesenta de caballería, causando 7 muertos, entre ellos el jefe interino del Estado Mayor de vanguardia. El boletín del ejército N.º 19, resumiendo las operaciones efectuadas entre el 20 de marzo y el 9 de abril de 1817 afirma: "Por los partes de las diferentes guerrillas constan treinta y seis muertos, y más de trescientos animales quitados; e igualmente, que el teniente coronel Latorre, los comandantes Gorriti y Corte, los mayores Saravia, Zerda, Maurin y otras diferentes partidas los hostilizaban con tesón, de un modo ventajosísimo, sin que haya un solo día en que no les maten algunos, y que no tengan pasados y prisioneros".
El 1 de noviembre de 1818 era ya teniente coronel del 4.º Escuadrón de Gauchos de la Jurisdicción de Salta y al año siguiente el general José Rondeau lo nombró comandante del Escuadrón de Gauchos de Salta.
En 1820 actuaba ya como jefe de vanguardia de las tropas de Martín Miguel de Güemes cuando en los últimos días de junio de ese año los realistas fueron expulsados de la provincia de Salta. El parte de Güemes del 22 de junio relata "ordené con este objeto al Teniente Gobernador de Jujuy, D. Bartolomé de la Corte, y al Jefe de Vanguardia D. Ángel Mariano Zerda, que se hallaba situado en La Cabaña, que no empeñasen el fuego; cumplieron con mi orden, más no puntualmente, porque no pudieron contener con el todo el ardor guerrero de sus divisiones, ni estorbar que éstas hiriesen un gran número de enemigos y que matasen a muchos desde el Río de Yala hasta Salta".
El 20 de junio las tropas de Zerda y de Mariano Zavala se emboscaron en el cerro de la Pedrera y derrotaron una división de 2000 enemigos recuperando la mayor parte del ganado que conducían. El 21 de agosto de 1820 Güemes le extendió despachos de coronel graduado.
Zerda peleó nuevamente en la campaña que rechazó la invasión realista de 1821. Tras la muerte de Güemes el 17 de junio de ese año, La Gaceta de Buenos Aires del 19 de julio de 1821 publicó que había sido muerto "al huir de la sorpresa que le hicieran los enemigos con el favor de los comandantes Zerda, Sabala y Benítez, quienes se pasaron al enemigo". No obstante, Zerda permanecía en el bando patriota y participó de la campaña al Alto Perú a las órdenes del general Juan Antonio Álvarez de Arenales en 1825.
Al término de la guerra de independencia continuó sirviendo en su provincia natal. Tras desempeñarse como edecán el 3 de septiembre de 1826 fue comisionado en Tilcara. En 1837 al estallar la Guerra entre la Confederación Argentina y la Confederación Perú-Boliviana el coronel Zerda mandó un regimiento salteño.
El gobernador de Jujuy Pablo Alemán lo designó comandante general de avanzadas de la I División estableciendo su cuartel provisorio en Guajra (provincia de Jujuy) en abril de 1838 con lo que los bolivianos se replegaron rumbo a Tumbaya.
En 1841 fue comandante general de Armas de la provincia de Salta. Por su lealtad al régimen de Juan Manuel de Rosas fue degradado por orden del general Gregorio Aráoz de Lamadrid en Salta el 17 de marzo de ese año y puesto en prisión acusado de haber servido al gobernador Miguel Otero.
Prestó servicios hasta 1845 cuando se retiró por su avanzada edad siendo jefe de un cuerpo de milicias en la frontera de Orán, baluarte contra las frecuentes invasiones de indios del Chaco Austral.
Falleció en el curato de Caldera, Salta, el 10 de abril de 1856.
Casó en primeras nupcias con Fabiana Medina el 9 de enero de 1819, con quien tuvo un hijo, Ángel Zerda Medina (1837-1931), gobernador de Salta en dos oportunidades, y una hija, Servanda Zerda Medina, y en segundas nupcias con Carmen González el 21 de marzo de 1855, con quien tuvo otro, Abel Zerda González, intendente de Salta y legislador.